# Погружной насос
Погружной насос — насос, погружаемый ниже уровня перекачиваемой жидкости. Это обеспечивает подъём жидкости с большой глубины, хорошее охлаждение узлов насоса, и позволяет поднимать жидкости с растворенным в ней газом. Устанавливается в буровых скважинах, шахтных колодцах, технологических ёмкостях.
Различают два типа погружных насосов: штанговые погружные насосы и бесштанговые погружные насосы.
Штанговыепогружные насосы, в которых привод осуществляется от независимого двигателя, находящего на поверхности жидкости, через механическую связь (штангу).
Бесштанговыепогружные насосы выполняются в одном агрегате с электрическим (или гидравлическим) двигателем. Питание электродвигателя осуществляется через погружаемый силовой кабель. Данные насосы являются наиболее распространёнными. К ним относятся скважинный насос, колодезный насос, а также фекальный насос и дренажный насос.
В случае применения гидродвигателя, источником энергии служит та же самая перекачиваемая жидкость, подаваемая в насос под высоким давлением. В этом случае независимый двигатель с насосом устанавливается на поверхности. Частный случай такой системы — гидролифт, в котором вода, подаваемая с поверхности под высоким давлением, увлекает с собой дополнительный объём воды из скважины.
Из числа скважинных погружных насосов наибольшее распространение получили центробежные насосы с погружным водо-, либо маслозаполненым герметичным электродвигателем соединенные коротким валом в моноагрегат, который подвешиваются в скважине на колонне водоподъёмных (насосно-компрессорных)труб, либо устанавливается с устройством беструбного водоподъёма, фиксирующим насос в обсадной колонне скважины на требуемой глубине и обеспечивающим подъём жидкости на поверхность по колонне обсадных труб. Такие системы называют также — The pumping system without the riser pipe (PSWR-system).
Длительность периода устойчивой энергоэффективной работы погружного многоступенчатого центробежного насоса в скважине является одним из показателей технического уровня и качества насосной продукции и различно для насосов различных производителей в сопоставимых условиях. Такой период энергоэффективной работы насоса называется Pump Life Cycle Length (Pump LCL) in a Water Well -длина жизненного цикла насоса в скважине на воду.
Длина жизненного цикла насоса в скважине влияет на продолжительность жизненного цикла скважины и размер соответствующих издержек на эксплуатацию.
Некоторые области применения погружных насосов:
- добыча нефти;
- системы скважинного подземного выщелачивания полезных ископаемых (добыча урана, золота, редкоземельных элементов методами физико-химической геотехнологии);
- водоснабжение и канализация муниципальных и промышленных сооружений, частных домовладений;
- ирригационные системы;
- утилизация геотермальной энергии низкого потенциала тепловыми насосами (Water source heat pumps-WSHP);
- перекачка сжиженных углеводородных газов.

## Бытовые насосы
- Вибрационный насос — используется для перекачивания воды из колодцев и других резервуаров. Особенностью вибронасосов является необходимость подвешивать их в свободном состоянии, чтобы во время работы они не тёрлись о стенки резервуара.
- Скважинный насос — предназначен для помещения в скважину диаметром до 12,5 см. По конструкции различают:
  - Винтовой.
  - Центробежный.
  - Вихревой.
- Дренажный насос.
- Фекальный насос.
- Фонтанный насос.